# Tours préliminaires à la Coupe du monde de football 1954
Navigation
Éliminatoires 1950 Éliminatoires 1958
Les tours préliminaires à la Coupe du monde 1954 se déroulent entre le 9 mai 1953 et le 4 avril 1954. C'est la 4e édition des éliminatoires depuis 1934.
La FIFA enregistre 45 demandes d'inscription pour la Coupe du monde 1954 (inclus le pays organisateur et le tenant du titre, tous deux exemptés de tour préliminaire). Mais seulement 37 pays sont retenues pour les éliminatoires. Finalement, il n'y a que 33 nations qui jouent au moins une rencontre de qualification. 
Les nations participantes sont réparties selon leur continent d'origine. Des critères géographiques sont encore pris en compte pour la composition des groupes, mais ils ne constituent plus la seule clé de triage.

## Inscriptions / Réglementation / Dispositions
La FIFA enregistre une nouvelle augmentation des demandes d'inscription avant l'organisation de cette quatrième campagne de qualification. 45 pays rentrent ainsi leur formulaire. La répartition des inscriptions par continent est la suivante :
- Afrique: 1 pays
- Amérique du Sud: 6 pays
- Amérique du Nord, centrale et Caraïbes: 5 pays
- Asie : 6 pays
- Europe: 27 pays

### Qualifiés d'office
Deux pays sont directement qualifiés pour la phase finale. Il s'agit du pays organisateur, la Suisse et du tenant du titre, l'Uruguay.

### Refus et Forfaits
La FIFA refuse l'inscription de six pays essentiellement pour des raisons de difficultés de déplacement ou d'infrastructure ou parce que la nation concernée ne fournit pas les garanties de remplir toutes ses obligations.
- Amérique du Nord, centrale et Caraïbes: (2) Costa Rica, Cuba.
- Amérique du Sud: (1) Bolivie.
- Asie: (2) Inde, Vietnam.
- Europe: (1)  Islande.

Par ailleurs, trois pays dont la participation est validée renoncent avant le début des éliminatoires :
- Amérique du Sud: (1) Pérou.
- Asie: (1) Taïwan.
- Europe: (1) Pologne.

### Matches interzones
Comme lors des éliminatoires 1934 et 1938, l'Égypte est la seule nation africaine inscrite. Elle est versée dans un groupe de la zone Europe.
L’État d'Israël reste un problème logistique et géopolitique important pour les instances de la FIFA. Physiquement situé en Asie, le pays n'est pas encore reconnu officiellement par de nombreux États. Cette problématique va perdurer encore pendant plusieurs éditions de la Coupe du monde. En sus, l’État hébreu est géographiquement isolé par rapport aux autres participants asiatiques (Extrême-Orient). Pour ces raisons et comme quatre ans plus tôt, Israël est placé dans un groupe de la zone Europe.

### Qualification sans jouer
Une nouvelle fois, les forfaits amènent une qualification pour la phase finale sans que le pays qualifié n'ait joué la moindre rencontre. C'est la Hongrie, « épouvantail sportif » de l'époque et citée comme grande favorite pour le titre mondial, qui bénéficie du renoncement de la sélection polonaise.
C'est la dernière fois que ce cas de figure se produit, car la FIFA va adapter son règlement en vue de l'édition suivante.
À noter que par le jeu du nombre d'inscriptions, de forfaits et de places allouées en phase finale, aucun match de tour préliminaire n'avait eu à être disputé en Amérique du sud lors des trois précédentes campagnes de 1934, 1938 et 1950. Cette édition 1954 des éliminatoires constitue donc une première pour le continent sud américain, où trois équipes se disputent sur le terrain une place en phase finale.

### Bloc de l'Est
Absentes lors de l'édition précédente, de nombreuses nations d'Europe de l'Est s'inscrivent et participent. À la fin de la Seconde Guerre mondiale, tous ces pays sont politiquement tombés sous le contrôle de l'Union soviétique et composent avec elle ce que l'on nomme le « Bloc de l'Est ».
Cependant, comme en 1950, l'URSS renonce à s'inscrire pour cette édition.

## Répartition des places qualificatives par zone
Avec 12 des 16 places prévues en phase finale, l'Europe est omniprésente.
- Zone Europe : 12 places (11 places qualificatives + la Suisse, pays hôte)
- Zone Amérique du Sud : 2 places (1 place qualificative + l'Uruguay, champion du monde en titre)
- Zone Amérique du Nord, centrale et Caraïbes : 1 place
- Zone Asie : 1 place

## Résultats - zone Europe
27 équipes sont inscrites pour 11 qualifiées (la Suisse est qualifiée d'office) .

### Groupe 1:Allemagne de l'Ouest
Le groupe 1 compte 3 équipes : la RFA, la Norvège et la sélection de Sarre (territoire d'Allemagne sous protectorat français mais possédant un statut autonome). La RFA remporte aisément son groupe et se qualifie pour la Coupe du monde.
| Rang | Équipe               | Pts | J | G | N | P | Bp | Bc | Diff |  | Résultats (▼ dom., ► ext.) |     |     |     |
| ---- | -------------------- | --- | - | - | - | - | -- | -- | ---- |  | -------------------------- | --- | --- | --- |
| 1    | Allemagne de l'Ouest | 7   | 4 | 3 | 1 | 0 | 12 | 3  | +9   |  | Allemagne de l'Ouest       |     | 3-0 | 5-1 |
| 2    | Sarre                | 3   | 4 | 1 | 1 | 2 | 4  | 8  | -4   |  | Sarre                      | 1-3 |     | 0-0 |
| 3    | Norvège              | 2   | 4 | 0 | 2 | 2 | 4  | 9  | -5   |  | Norvège                    | 1-1 | 2-3 |     |

### Groupe 2:Belgique
3 équipes pour une seule place qualificative dans ce groupe : la Belgique et deux équipes scandinaves, la Suède et la Finlande. La Belgique fait le plein en déplacement et gère ses 2 matchs à Bruxelles (1 victoire, 1 nul) pour s'assurer le billet pour la Suisse.
| Rang | Équipe   | Pts | J | G | N | P | Bp | Bc | Diff |  | Résultats (▼ dom., ► ext.) |     |     |     |
| ---- | -------- | --- | - | - | - | - | -- | -- | ---- |  | -------------------------- | --- | --- | --- |
| 1    | Belgique | 7   | 4 | 3 | 1 | 0 | 11 | 6  | +5   |  | Belgique                   |     | 2-0 | 2-2 |
| 2    | Suède    | 3   | 4 | 1 | 1 | 2 | 9  | 8  | +1   |  | Suède                      | 2-3 |     | 4-0 |
| 3    | Finlande | 2   | 4 | 0 | 2 | 2 | 7  | 13 | -6   |  | Finlande                   | 2-4 | 3-3 |     |

### Groupe 3:AngleterreetÉcosse
Le groupe 3 est composé des 4 équipes des îles britanniques : l'Angleterre, l'Écosse, le Pays de Galles et l'Irlande du Nord. Comme en 1950, les matchs de qualifications sont disputés dans le cadre du British Home Championship de 1953-1954 (en). Les 2 premières équipes de la poule se qualifient pour la Coupe du monde 1954 : il s'agit de l'Angleterre qui gagne ses 3 matchs et de l'Écosse.
| Rang | Équipe          | Pts | J | G | N | P | Bp | Bc | Diff |  | Résultats (▼ dom., ► ext.) |     |     |     |     |
| ---- | --------------- | --- | - | - | - | - | -- | -- | ---- |  | -------------------------- | --- | --- | --- | --- |
| 1    | Angleterre      | 6   | 3 | 3 | 0 | 0 | 11 | 4  | +7   |  | Angleterre                 |     |     | 3-1 |     |
| 2    | Écosse          | 3   | 3 | 1 | 1 | 1 | 8  | 8  | 0    |  | Écosse                     | 2-4 |     |     | 3-3 |
| 3    | Irlande du Nord | 2   | 3 | 1 | 0 | 2 | 4  | 7  | -3   |  | Irlande du Nord            |     | 1-3 |     |     |
| 4    | Pays de Galles  | 1   | 3 | 0 | 1 | 2 | 5  | 9  | -4   |  | Pays de Galles             | 1-4 |     | 1-2 |     |

### Groupe 4:France
La France, le Luxembourg et l'Irlande se disputent la place qualificative pour ce groupe 4. Les Français gagnent tous leurs matchs et se qualifient pour la Coupe du monde.
| Rang | Équipe               | Pts | J | G | N | P | Bp | Bc | Diff |  | Résultats (▼ dom., ► ext.) |     |     |     |
| ---- | -------------------- | --- | - | - | - | - | -- | -- | ---- |  | -------------------------- | --- | --- | --- |
| 1    | France               | 8   | 4 | 4 | 0 | 0 | 20 | 4  | +16  |  | France                     |     | 1-0 | 8-0 |
| 2    | République d'Irlande | 4   | 4 | 2 | 0 | 2 | 8  | 6  | +2   |  | République d'Irlande       | 3-5 |     | 4-0 |
| 3    | Luxembourg           | 0   | 4 | 0 | 0 | 4 | 1  | 19 | -18  |  | Luxembourg                 | 1-6 | 0-1 |     |

### Groupe 5:Autriche
Deux équipes composent le groupe 5 : l'Autriche et le Portugal. La qualification pour la Coupe du monde se joue en matchs aller et retour entre ces deux équipes. Larges vainqueurs lors du premier match à Vienne (9-1), les Autrichiens assurent leur présence en Suisse en obtenant le point du match nul (0-0) au Portugal (la différence de buts n'est pas prise en compte et une victoire 1-0 du Portugal aurait mis les deux équipes à égalité deux points partout et nécessité la tenue d'un match d'appui).
| Rang | Équipe   | Pts | J | G | N | P | Bp | Bc | Diff |  | Résultats (▼ dom., ► ext.) |     |     |
| ---- | -------- | --- | - | - | - | - | -- | -- | ---- |  | -------------------------- | --- | --- |
| 1    | Autriche | 3   | 2 | 1 | 1 | 0 | 9  | 1  | +8   |  | Autriche                   |     | 9-1 |
| 2    | Portugal | 1   | 2 | 0 | 1 | 1 | 1  | 9  | -8   |  | Portugal                   | 0-0 |     |

### Groupe 6:Turquie
Le groupe ne comprend que 2 équipes pour une seule place qualificative : l'Espagne et la Turquie. Grand favori du groupe, l'Espagne gagne facilement la première manche à Madrid (4-1) avant de perdre sur le plus petit des scores au retour. Le règlement de l'époque ignorant les scores (seuls les points comptent, il n'y a pas de moyenne ou différence de buts appliquée), les deux équipes se retrouvent à égalité deux points partout et doivent disputer un match d'appui sur terrain neutre, à Rome. Une nouvelle fois impossibles à départager, Espagnols et Turcs se retrouvent confrontés au tirage au sort. À ce jeu la chance sourit à la Turquie qui se qualifie pour la Coupe du monde. C'est la première et unique fois dans l'histoire de la Coupe du monde qu'un tirage au sort à l'issue d'une phase éliminatoire décide directement d'une place en phase finale.
| Rang | Équipe  | Pts | J | G | N | P | Bp | Bc | Diff |  | Résultats (▼ dom., ► ext.) |     |     |
| ---- | ------- | --- | - | - | - | - | -- | -- | ---- |  | -------------------------- | --- | --- |
| 1    | Espagne | 2   | 2 | 1 | 0 | 1 | 4  | 2  | +2   |  | Espagne                    |     | 4-1 |
| 1    | Turquie | 2   | 2 | 1 | 0 | 1 | 2  | 4  | -2   |  | Turquie                    | 1-0 |     |

Match d'appui
| 17 mars 1954 | Espagne                    | 2 - 2 a. p. | Turquie               | Stadio Olimpico, Rome                        |                                              |
|              | Artetxe 18e · Escudero 79e |             | 32e Burhan · 65e Suat | Spectateurs : 60 000 Arbitrage : M. Bernardi | Spectateurs : 60 000 Arbitrage : M. Bernardi |
|              | détails                    |             |                       | Spectateurs : 60 000 Arbitrage : M. Bernardi | Spectateurs : 60 000 Arbitrage : M. Bernardi |

### Groupe 7:Hongrie
La Hongrie affronte la Pologne dans ce groupe comportant seulement 2 équipes. La Pologne déclare forfait avant le début de la première rencontre, c'est donc la Hongrie qui se qualifie sans jouer pour la phase finale.
|  | Équipe  |         |  |  |  |  |  |  |  |
|  | ------- | ------- |  |  |  |  |  |  |  |
|  | Hongrie | Q.      |  |  |  |  |  |  |  |
|  | Pologne | forfait |  |  |  |  |  |  |  |

### Groupe 8:Tchécoslovaquie
Dans ce groupe, 3 équipes d'Europe de l'Est se disputent l'unique billet pour le Mondial : la Tchécoslovaquie, la Roumanie et la Bulgarie. La Tchécoslovaquie finit invaincue et termine en tête du groupe, obtenant la qualification pour la Coupe du monde.
| Rang | Équipe          | Pts | J | G | N | P | Bp | Bc | Diff |  | Résultats (▼ dom., ► ext.) |     |     |     |
| ---- | --------------- | --- | - | - | - | - | -- | -- | ---- |  | -------------------------- | --- | --- | --- |
| 1    | Tchécoslovaquie | 7   | 4 | 3 | 1 | 0 | 5  | 1  | +4   |  | Tchécoslovaquie            |     | 2-0 | 0-0 |
| 2    | Roumanie        | 4   | 4 | 2 | 0 | 2 | 5  | 5  | 0    |  | Roumanie                   | 0-1 |     | 3-1 |
| 3    | Bulgarie        | 1   | 4 | 0 | 1 | 3 | 3  | 7  | -4   |  | Bulgarie                   | 1-2 | 1-2 |     |

### Groupe 9:Italie
L'Égypte, seule équipe africaine engagée dans ces éliminatoires, est reversée dans la zone Europe. Dans ce groupe 9 à 2 équipes, elle doit disputer sa qualification pour la Coupe du monde face à l'Italie, lors d'un duel par matchs aller-retour. Les Italiens remportent les 2 manches et se valident leur ticket pour la Suisse.
| Rang | Équipe | Pts | J | G | N | P | Bp | Bc | Diff |  | Résultats (▼ dom., ► ext.) |     |     |
| ---- | ------ | --- | - | - | - | - | -- | -- | ---- |  | -------------------------- | --- | --- |
| 1    | Italie | 4   | 2 | 2 | 0 | 0 | 7  | 2  | +5   |  | Italie                     |     | 5-1 |
| 2    | Égypte | 0   | 2 | 0 | 0 | 2 | 2  | 7  | -5   |  | Égypte                     | 1-2 |     |

### Groupe 10:Yougoslavie
Dans ce groupe, la Yougoslavie est opposée à la Grèce et à Israël, équipe asiatique qu'elle avait déjà affrontée lors de la phase éliminatoire de l'édition précédente. Les Yougoslaves remportent leurs 4 matchs sur le même score - 1-0 - et se qualifient pour la Coupe du monde en Suisse.
| Rang | Équipe      | Pts | J | G | N | P | Bp | Bc | Diff |  | Résultats (▼ dom., ► ext.) |     |     |     |
| ---- | ----------- | --- | - | - | - | - | -- | -- | ---- |  | -------------------------- | --- | --- | --- |
| 1    | Yougoslavie | 8   | 4 | 4 | 0 | 0 | 4  | 0  | +4   |  | Yougoslavie                |     | 1-0 | 1-0 |
| 2    | Grèce       | 4   | 4 | 2 | 0 | 2 | 3  | 2  | +1   |  | Grèce                      | 0-1 |     | 1-0 |
| 3    | Israël      | 0   | 4 | 0 | 0 | 4 | 0  | 5  | -5   |  | Israël                     | 0-1 | 0-2 |     |

## Résultats - zone Amérique du Sud

### Groupe 11:Brésil
Pour la première fois dans l'histoire de la Coupe du monde, des équipes d'Amérique du Sud jouent des matchs de tour préliminaire. Trois d'entre elles (après le forfait du Pérou avant le début de la compétition) se disputent l'unique place qualificative pour cette zone, sous forme de championnat par matchs aller-retour. Invité en 1930, qualifié sans jouer en 1934 et 1938 puis qualifié d'office en tant que pays hôte en 1950, le Brésil remporte toutes ses rencontres contre le Paraguay et le Chili et obtient son billet pour sa cinquième phase finale de Coupe du monde consécutive en cinq éditions, la seule équipe à avoir réussi cet exploit.
| Rang | Équipe   | Pts     | J       | G       | N       | P       | Bp      | Bc      | Diff    |  | Résultats (▼ dom., ► ext.) |     |     |     |
| ---- | -------- | ------- | ------- | ------- | ------- | ------- | ------- | ------- | ------- |  | -------------------------- | --- | --- | --- |
| 1    | Brésil   | 8       | 4       | 4       | 0       | 0       | 8       | 1       | +7      |  | Brésil                     |     | 4-1 | 1-0 |
| 2    | Paraguay | 4       | 4       | 2       | 0       | 2       | 8       | 6       | +2      |  | Paraguay                   | 0-1 |     | 4-0 |
| 3    | Chili    | 0       | 4       | 0       | 0       | 4       | 1       | 10      | -9      |  | Chili                      | 0-2 | 1-3 |     |
| -    | Pérou    | Forfait | Forfait | Forfait | Forfait | Forfait | Forfait | Forfait | Forfait |  | Pérou                      |     |     |     |

## Résultats - zone Amérique du Nord, centrale et Caraïbes

### Groupe 12:Mexique
3 équipes d'Amérique du Nord et des Caraïbes se disputent l'unique place de ce groupe pour la Coupe du monde : le Mexique, les États-Unis et Haïti. Le Mexique remporte tous ses matchs et se qualifie ainsi pour la phase finale, alors que durant cette campagne, les États-Unis ont disputé toutes leurs rencontres à l'extérieur.
| Rang | Équipe     | Pts | J | G | N | P | Bp | Bc | Diff |  | Résultats (▼ dom., ► ext.) |     |     |     |
| ---- | ---------- | --- | - | - | - | - | -- | -- | ---- |  | -------------------------- | --- | --- | --- |
| 1    | Mexique    | 8   | 4 | 4 | 0 | 0 | 19 | 1  | +18  |  | Mexique                    |     | 4-0 | 8-0 |
| 2    | États-Unis | 4   | 4 | 2 | 0 | 2 | 7  | 9  | -2   |  | États-Unis                 | 1-3 |     | 3-0 |
| 3    | Haïti      | 0   | 4 | 0 | 0 | 4 | 2  | 18 | -16  |  | Haïti                      | 0-4 | 2-3 |     |

## Résultats - zone Asie

### Groupe 13:Corée du Sud
3 équipes figurent dans le groupe de la zone Asie (la Corée du Sud, le Japon et Taïwan) mais seulement deux d'entre elles y participent. En effet, Taïwan déclare forfait avant le début de la compétition. Le billet réservé à l'Asie se joue donc entre la Corée du Sud et le Japon, lors d'un duel par matchs aller et retour, disputés à Tokyo. Vainqueur du premier match 5-1, la Corée du Sud obtient sa qualification après un match nul 2-2 lors de la seconde rencontre.
| Rang | Équipe       | Pts     | J       | G       | N       | P       | Bp      | Bc      | Diff    |  | Résultats (▼ dom., ► ext.) |     |     |
| ---- | ------------ | ------- | ------- | ------- | ------- | ------- | ------- | ------- | ------- |  | -------------------------- | --- | --- |
| 1    | Corée du Sud | 3       | 2       | 1       | 1       | 0       | 7       | 3       | +4      |  | Corée du Sud               |     | 5-1 |
| 2    | Japon        | 1       | 2       | 0       | 1       | 1       | 3       | 7       | -4      |  | Japon                      | 2-2 |     |
| -    | Taïwan       | Forfait | Forfait | Forfait | Forfait | Forfait | Forfait | Forfait | Forfait |  | Taïwan                     |     |     |

## Qualifiés
Les pays qualifiés pour la phase finale de la Coupe du monde de football de 1954  :
- Suisse (pays organisateur)
- Uruguay (champion du monde 1950)
- Allemagne de l'Ouest
- Belgique
- Angleterre
- Écosse
- France
- Autriche
- Turquie
- Hongrie
- Tchécoslovaquie
- Italie
- Yougoslavie
- Brésil
- Mexique
- Corée du Sud